# Кланечниця

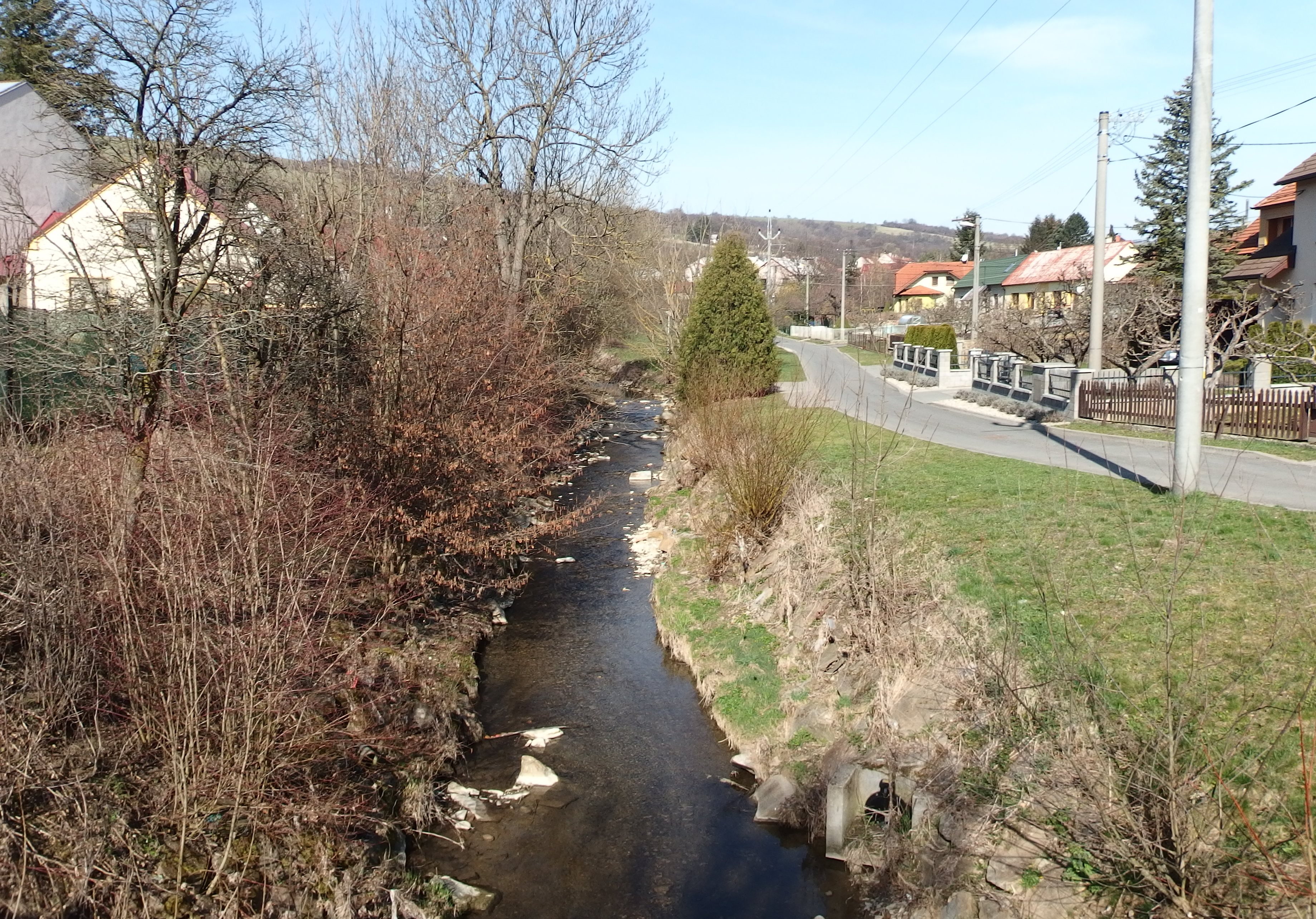

Кланечниця (словац. Klanečnica) — річка в Чехії і Словаччині, права притока Вагу, протікає в окрузі Нове Место-над-Вагом.
Довжина — 25 км (з того 18 км на території Словаччини).
Витік знаходиться на території Чехії в масиві Білі Карпати на висоті 520 метрів. Серед приток — Камечниця.
Впадає у Біскупицький канал біля міста Нове Место-над-Вагом.